# Tranosema nigricans
Tranosema nigricans là một loài tò vò trong họ Ichneumonidae.